# Silnice II/243
Silnice II/243 je silnice II. třídy, která vede z Ďáblic do Líbeznic. Je dlouhá 5 km. Prochází dvěma kraji a dvěma okresy.

## Vedení silnice

### Hlavní město Praha
- Ďáblice (křiž. I/8)
- Březiněves

### Středočeský kraj, okres Praha-východ
- Bořanovice
- Pakoměřice
- Líbeznice (křiž. I/9, III/2438)